# (4769) Castalia
(4769) Castalia – niewielkich rozmiarów planetoida z grupy Apolla.

## Odkrycie
Została ona odkryta 9 sierpnia 1989 roku w obserwatorium astronomicznym na górze Mount Palomar przez Eleanorę Helin.
Nazwa planetoidy pochodzi od mitologicznej nimfy Apolla.

## Orbita
Okrąża Słońce w średniej odległości 1,06 j.a. w czasie 1 roku i 37 dni. Orbita tej planetoidy nachylona jest pod kątem 8,89° względem ekliptyki, a jej mimośród wynosi 0,48.

## Właściwości fizyczne
Jest to ciało o niewielkich rozmiarach (1,8×0,8 km). Obraca się wokół własnej osi w czasie nieco ponad 4 godzin. Na obrazach radarowych widoczna jest jako obiekt w kształcie orzeszka ziemnego. W związku z tym przypuszcza się, że (4769) Castalia powstała w wyniku połączenia się dwóch małych planetoid, które zbliżyły się do siebie na tyle, by siły grawitacyjne zespoliły je.